# Arcucornus occidentalis
Arcucornus occidentalis là một loài bọ cánh cứng trong họ Cerambycidae.